# 略夫雷加特河畔圣费利乌
略夫雷加特河畔圣费利乌（西班牙語：San Felíu de Llobregat）是西班牙加泰罗尼亚巴塞罗那省的一个市镇。总面积12平方公里，总人口43769人（2013年），人口密度3706人/平方公里。